# Gwambygine
Gwambygine is een plaats in de regio Wheatbelt in West-Australische.

## Geschiedenis
Ten tijde van de Europese kolonisatie leefden de Balardong Nyungah in de streek. Robert Dale was in 1830 de eerste Europeaan die de streek ten oosten van de Darling Scarp, de vallei van de Avon, verkende. Hij ontdekte er 'Cave Hill', een grot met rotstekeningen van de Aborigines.
In 1831 werd John Burdett Wittenoom grond toegekend in de streek. Hij noemde zijn landgoed Gwambygine. Zijn zoons bouwden er een hofstede, de 'Gwambygine Homestead'. Gwambygine was volgens de ene bron de naam die de Aborigines aan een nabijgelegen heuvel gaven. Volgens een andere bron was het de naam die ze aan een waterpoel in de rivier de Avon gaven.
Rond 1860 pachtte J. Hicks het landgoed. In 1901 kocht de overheid het landgoed, verkavelde het en ontwikkelde een dorp langs de rivier de Avon. Gwambygine werd in 1902 officieel gesticht. Er werd een nevenspoor aangelegd, gekend als 'Hicks Siding'. In 1910 veranderde ook de naam van het nevenspoor naar Gwambygine.
Van 1908 tot 1913 was er een schooltje actief aan 'Hicks Siding'. Van 1913 tot 1947 werd in Gwambygine les gegeven. Daarna werd een schoolbus naar elders ingelegd.
In de jaren 1920 werd de Gwambygine Pool een populaire recreatieplek.

## 21e eeuw
Gwambygine maakt deel uit van het lokale bestuursgebied (LGA) Shire of York. Het telde 83 inwoners in 2021.

## Toerisme
Het kleine natuurreservaat Gwambygine Pool Conservation Reserve bevat de waterpoel in de rivier de Avon waarnaar het plaatsje is vernoemd.
Cave Hill ligt langs een toeristische autoroute en kan vanop de 'Cave Hill Bridge' worden waargenomen. Het kan alleen bezocht worden met een Aboriginesgids.
De Gwambygine Homestead uit 1836 werd in 2009 gerestaureerd doch is niet meer toegankelijk voor het publiek.

## Transport
Gwambygine ligt langs de Great Southern Highway, 109 kilometer ten oosten van de West-Australische hoofdstad Perth, 22 kilometer ten noorden van Beverley en 13 kilometer ten zuiden van York, de hoofdplaats van het lokale bestuursgebied waarvan het deel uitmaakt.
De spoorweg die door Gwambygine loopt maakt deel uit van het goederenspoorwegnetwerk van Arc Infrastructure. Er rijden geen reizigerstreinen.

## Externe links

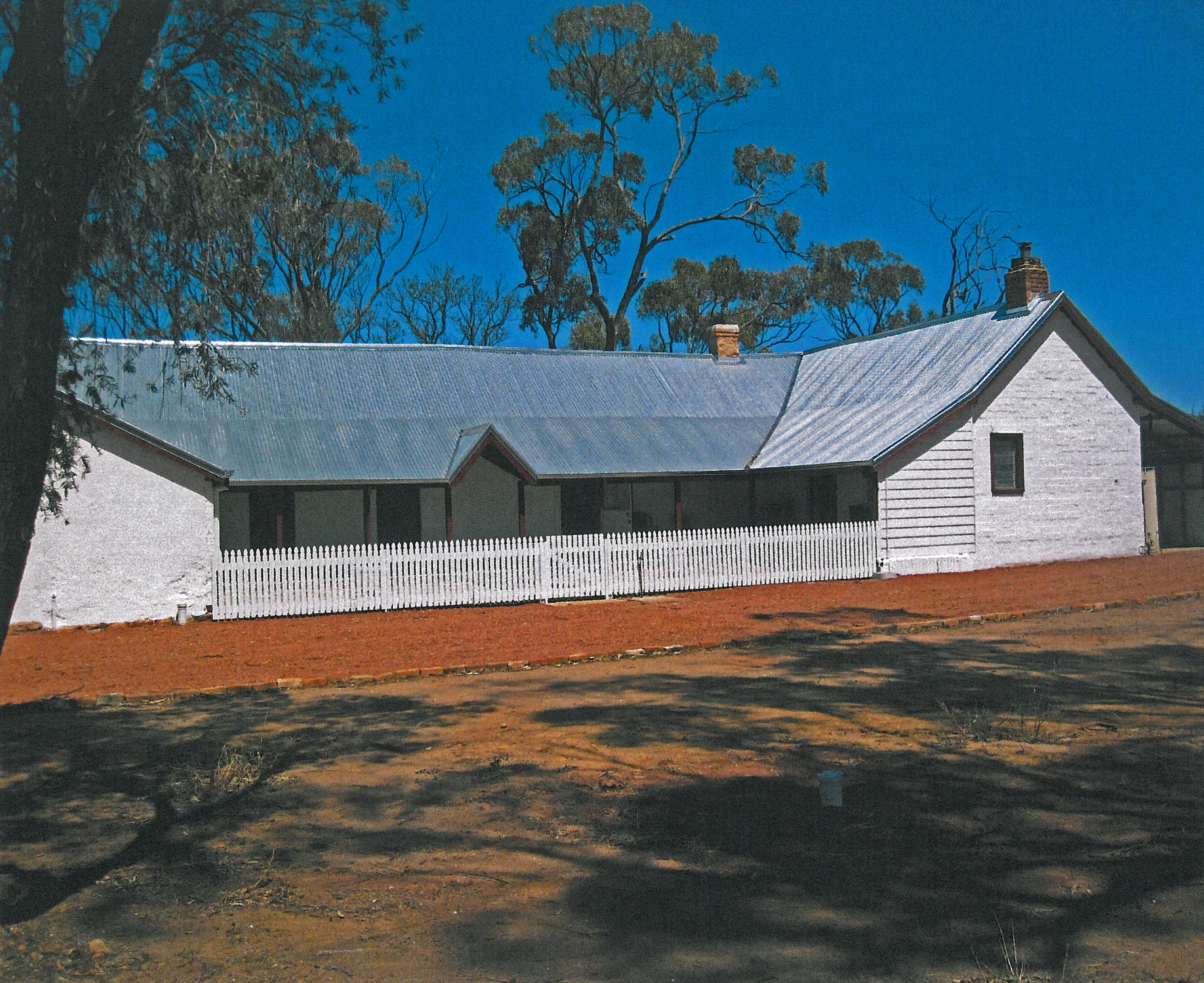
'Gwambygine Homestead'